# بيل راندولف
بيل راندولف (بالإنجليزية: Bill Randolph)‏ هو ممثل أمريكي، ولد في 11 أكتوبر 1953 في الولايات المتحدة.

## أعمال

### أفلام
- (1981) يوم الجمعة الثالث عشر الجزء الثاني[2][3]

## وصلات خارجية
- بيل راندولف على موقع IMDb (الإنجليزية)
- بيل راندولف على موقع قاعدة بيانات برودواي على الإنترنت (الإنجليزية)
- بيل راندولف على موقع قاعدة بيانات الفيلم (الإنجليزية)